# الیور استرابه
الیور استرابه (انگلیسی: Oliver Straube؛ زادهٔ ۱۳ دسامبر ۱۹۷۱) بازیکن فوتبال اهل آلمان است.
از باشگاه‌هایی که در آن بازی کرده‌است می‌توان به باشگاه فوتبال نورنبرگ، باشگاه فوتبال اوردینگن ۰۵، باشگاه فوتبال هامبورگ، و باشگاه فوتبال یان رگنسبورگ اشاره کرد.